# Heteropterys amplexicaulis
Heteropterys amplexicaulis là một loài thực vật có hoa trong họ Malpighiaceae. Loài này được Morong mô tả khoa học đầu tiên năm 1892.